# Michael Ayrer (Ratsherr)

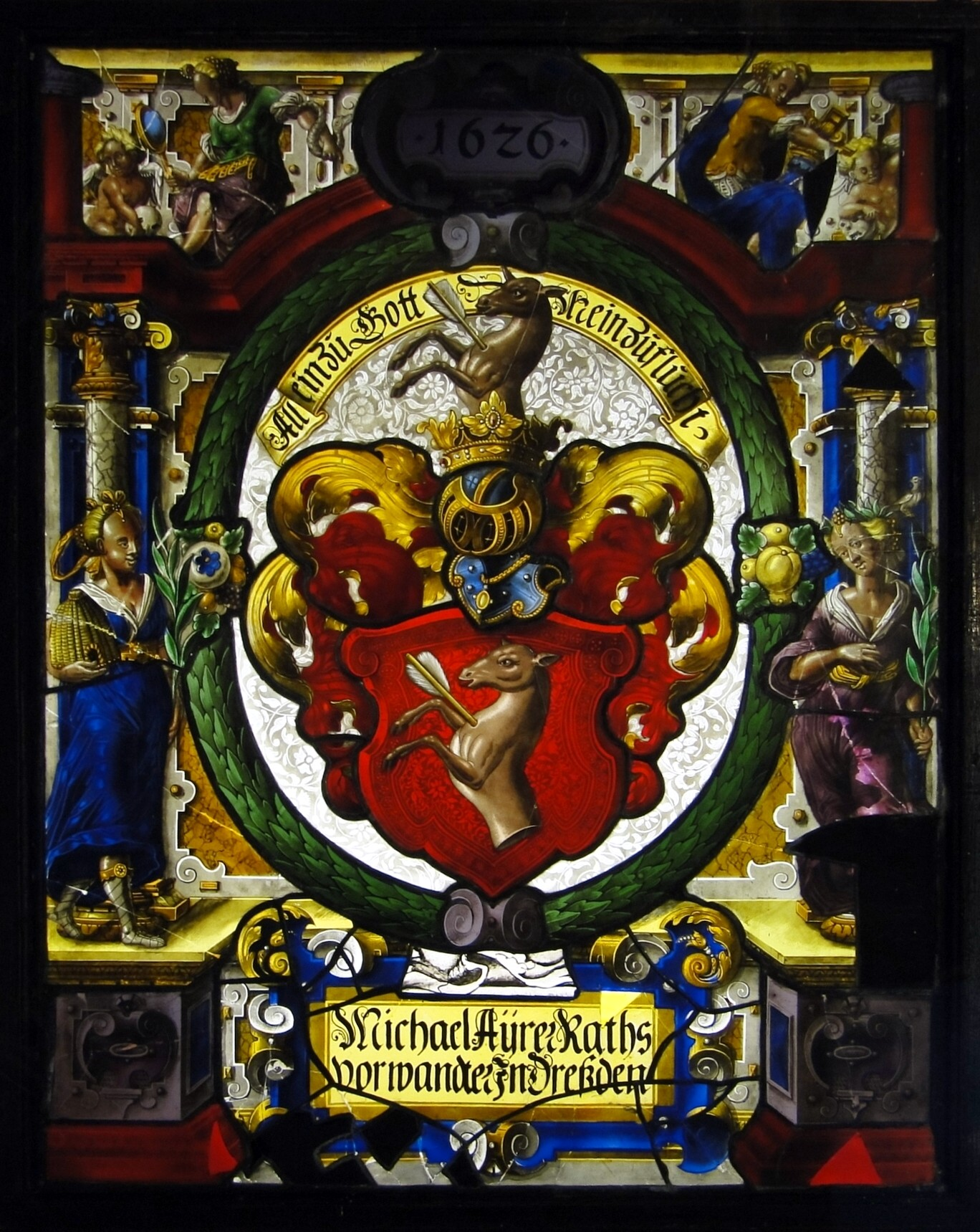
Ayrersche Wappenscheibe 1626

Michael Ayrer (* 13. September 1579 in Dresden; † 26. Januar 1635 ebenda) war ein deutscher Juwelier und Ratsherr.
Er war der Sohn des Rüstmeisters Michael Ayrer. Seine Tochter Maria Salome (1631–1662) aus seiner dritten Ehe (mit Maria Zinke, Tochter des Juweliers Paul Zincke) heiratete 1652 in Dresden den Diakon an der Kreuzkirche Johann Lucius, sie hatten sechs Kinder.
Im Jahr 1626 stiftete Juwelier Michael Ayrer der Frauenkirche eine Votivtafel aus Glas. Die sogenannte „Ayrersche Wappenscheibe“ wurde in das südöstlich des Altars gelegene Fenster eingefügt und ging nach dem Abbruch der Kirche wieder in den Besitz der Stifterfamilie über. Sie hat sich bis heute in Berliner Privatbesitz erhalten.